# Gerokgak (plaats)
Gerokgak is een bestuurslaag in het regentschap Buleleng van de provincie Bali, Indonesië. Gerokgak telt 6198 inwoners (volkstelling 2010).